# Delias weiskei
Delias weiskei är en fjärilsart som beskrevs av Ribbe 1900. Delias weiskei ingår i släktet Delias och familjen vitfjärilar. Inga underarter finns listade i Catalogue of Life.